# 3 км (селище)
3 км (рос. 3 км) — селище у складі Бузулуцького району Оренбурзької області, Росія.

## Населення
Населення — 30 осіб (2010; 23 у 2002).
Національний склад (станом на 2002 рік):
- росіяни — 83 %